# Łukasz Ściebiorowski
Łukasz Andrzej Ściebiorowski (ur. 13 marca 1980 w Piekarach Śląskich) – polski polityk i samorządowiec, poseł na Sejm X kadencji.

## Życiorys
Z wykształcenia politolog, ukończył studia na Wydziale Nauk Społecznych Uniwersytetu Śląskiego. Zajmował się zawodowo badaniami społecznymi i rynkowymi. Później pracował w sektorze obsługi klienta w branży komunalnej i wodociągowej. Uprawiał podnoszenie ciężarów, został sędzią sportowym w tej dyscyplinie, był członkiem zarządu Śląskiego Związku Podnoszenia Ciężarów.
W wyborach w 2010 po raz pierwszy uzyskał mandat radnego Piekar Śląskich. Z powodzeniem ubiegał się o reelekcję (z ramienia lokalnego komitetu związanego ze Sławą Umińską-Duraj) w 2014 i 2018. Pełnił funkcje przewodniczącego Obywatelskiego Klubu Radnych oraz Komisji Edukacji, Kultury i Sportu.
W 2019 bezskutecznie kandydował do Sejmu z ramienia Koalicji Obywatelskiej. W wyborach parlamentarnych w 2023 uzyskał mandat posła X kadencji, startując ponownie z listy KO w okręgu katowickim i zdobywając 7116 głosów.